# André Ferrand
André Ferrand est un homme politique français, sénateur représentant les Français établis hors de France, membre du groupe des Républicains Indépendants (RI), puis UMP de 1998 à 2014.
Né le 22 février 1936 dans le 4e arrondissement de Lyon, André Ferrand est diplômé d'École supérieure de commerce de Lyon (promotion ESC 1957) et d'HEC.

## Carrière professionnelle
Après un service militaire comme sous-lieutenant en Algérie, il entre dans le groupe Total en 1963 ou il est successivement responsable de différentes filiales (de distribution) africaines de ce groupe français, puis, directeur général pour l'Océan Indien à Madagascar (de 1970 à 1976), et ensuite, président des filiales d'Afrique orientale et australe (de 1977 à 1983). Nommé directeur général d'Air Total France à Paris en 1983, il devient directeur général des filiales du Benelux à Bruxelles de 1987 à 1996, puis conseiller de Total pour les affaires européennes dans cette même ville jusqu'en 1998.

## Sénat
Après avoir été élu représentant des Français d’Afrique orientale et australe, puis de Belgique au Conseil supérieur des Français de l’étranger (CSFE) devenu ensuite l’Assemblée des Français de l'étranger, André Ferrand a été élu sénateur des Français établis hors de France le 27 septembre 1998, puis réélu en septembre 2008. D’abord membre du groupe des Républicains indépendants (RI) il s’est, lors de sa création, inscrit au groupe UMP.
Président, de 2005 à 2021, de l'Association nationale des écoles françaises à l'étranger (d) (ANEFE), il siège à ce titre au conseil d'administration de l'Agence pour l'enseignement français à l'étranger (AEFE).
Nommé Conseiller du commerce extérieur de la France lorsqu’il était en poste pour Total à Nairobi, au début des années 1980, il a été jusqu’en 2014 membre du Conseil d’administration du Comité national de cette institution (CNCCEF) et en a été le vice-président chargé de l’international de 1999 à 2011.

## Décorations
- Chevalier de la Légion d'honneur (1995)[2]